# Čestný kříž 1814
Čestný kříž 1814 (německy Ehrenkreuz für 1814) byl frankfurtské vyznamenání. Založil ho 30. října 1814 generální guvernér města Jindřich XIII. Reussko-Greizký. Byl udělován frankfurtským důstojníkům, kteří se účastnili osvobozovací války proti Napoleonovi roku 1814.

## Vzhled řádu
Odznakem je bronzový tlapatý kříž. V jeho oválném středovém medailonu je umístěn nápis DEUTSCH LAND (Německá země), na zadní straně pak iniciály zakladatele H XIII R G. Na ramenech kříže jsou vyryty iniciály tří panovníků - na levém AI (ruský car Alexandr I.), na horním FI (rakouský císař František I.) a na pravém FW (pruský král Fridrich Vilém III.), na dolním je pak letopočet 1814.
Stuha černo-bílo-žluto-bílo-oranžová (barvy Ruska, Rakouska a Pruska).